# Прандоцин (Мазовецьке воєводство)
Прандоцин (пол. Prandocin) — село в Польщі, у гміні Троянув Ґарволінського повіту Мазовецького воєводства.
Населення — 225 осіб (2011).
У 1975-1998 роках село належало до Седлецького воєводства.

## Демографія
Демографічна структура станом на 31 березня 2011 року:
|          | Загалом | Допрацездатний вік | Працездатний вік | Постпрацездатний вік |
| -------- | ------- | ------------------ | ---------------- | -------------------- |
| Чоловіки | 116     | 24                 | 81               | 11                   |
| Жінки    | 109     | 14                 | 72               | 23                   |
| Разом    | 225     | 38                 | 153              | 34                   |